# Свенторжецкие
Свенторжецкие (Świętorzecki) — древний дворянский род герба «Трубы». Внесены в список дворянских родов Виленской, Минской, Могилевской, Витебской, Смоленской и Волынской губерний.

## История рода
Наследники данного рода предпочитали вести свою родословную от князя Монвида из династии Гедиминовичей который, по неподтвержденным данным имел сына Юшко, родившегося около 1340 года и от его поселения на реке Свента недалеко от Вилкомежа получил эту фамилию. Генеалогические древа Свенторжецких, содержащие такие данные, хранились и отображались в крупных родовых имениях: Малиновщина, Богушевичи, Великие Кривичи и Тресковщина. Семья была связана кровью и брачными узами со многими выдающимися семьями ВКЛ, Польши и Европы.
Первые официальные упоминания относятся к середине XVII века. Большая часть имений располагалась в Минской губернии: Богушевичи, Малиновщина, Кобыльник, Тресковщина, Великие Кривичи. Являлись крупнейшими землевладельцами Игуменского уезда. В XVIII веке упоминаются собственниками Константово Витебской губернии. Представители рода занимали различные должности в администрации ВКЛ, выбирались в органы дворянского самоуправления Российской империи. Представители рода являлись активными участниками польских восстаний 1830 и 1863-1864 годов. После последовавших репрессий, были лишены практически всей собственности, часть рода подверглись ссылке в Сибирь, часть – на Кавказ, некоторым представителям удалось эмигрировать в западную Европу. Представители смоленской ветви были сосланы в Вятку, где, впрочем, сумели довольно успешно обосноваться.

## Известные представители
- Свенторжецкий, Болеслав Чеславович — помещик, участник восстания 1863 года.
- Свенторжецкий, Аполинарий Владиславович — помещик, участник восстания 1863 года.